# Fort Selkirk
Fort Selkirk ist ein ehemaliger Handelsposten im kanadischen Territorium Yukon am Zusammenfluss von Pelly River und Yukon River.
Die Selkirk First Nation hat hier seit langem ihre Heimat, daher ist der Ort auch als archäologische Grabungsstätte von Bedeutung.

## Frühgeschichte
Funde zeigen, dass die Region um das spätere Fort bereits seit etwa 11.300 Jahren und der Platz an der Flussmündung seit mindestens 7000 Jahren von Indianern genutzt wurde. In diesem Gebiet befand sich die Grenze zwischen dem eisfreien Beringia und dem Eispanzer, der mehr als die Hälfte Nordamerikas bedeckte. Das älteste Fundstück ist ein Werkzeug aus Karibugeweih. Bis etwa 8000 v. Chr. war der überwiegende Teil der Gletscher geschmolzen, und die Landschaft verwandelte sich in ein Seengebiet, das mehr als zwei Jahrtausende bestand. Die Tundra wurde zunehmend von Wald eingenommen, die Werkzeuge der so genannten Northern Cordilleran Culture finden sich nur sporadisch.
Um 5000 v. Chr. wurden die großen Projektilspitzen, die die einzigen Überreste waren, von Kompositwerkzeugen ersetzt, die aus mehreren Teilen zusammengesetzt wurden. So musste man nur jeweils die stumpf gewordenen oder abgebrochenen Steinspitzen ersetzen, die nun viel kleiner waren (microblades). Eine größere Fundstätte wurde rund 3 km oberhalb von Fort Selkirk entdeckt. An dieser Stelle fanden sich Klingen aus zehn verschiedenen Steinarten, die zwischen 5000 und 3000 v. Chr. gefertigt wurden.
Um 3000 v. Chr. kam es zu einem erneuten Wechsel der Steinwerkzeug-Technologie, denn nun wurden seitwärts eingekerbte Steine in andere Materialien eingefügt, die Microblades verschwanden. Zahlreiche Holz- und Geweihwerkzeuge zur Fellbearbeitung erschienen. Zu dieser Zeit lassen sich auch saisonale Wanderungen im Jahreslauf nachweisen, etwa anhand von Fischfallen. Möglicherweise führten die einsetzenden Lachswanderungen, die zum Laichen den Yukon und seine Nebenflüsse hinaufzogen, zur Veränderung der Lebensweise. Einen der wichtigsten Fundorte für diese Epoche, die als Northern Archaic bezeichnet wird, stellt ein Gebiet bei Pelly Farm dar, oberhalb von Fort Selkirk.
Nach schwersten Vulkanausbrüchen um 850 n. Chr. im Gebiet des White River an der Grenze zu Alaska wurde der zentrale Yukon von einem gewaltigen Ascheregen bedeckt, der zu einer ökologischen Katastrophe geführt haben dürfte. Die danach erkennbare Kultur ist das so genannte Late Prehistoric. Nun erscheint Kupfer in der Waffentechnologie und bei der Herstellung von Werkzeugen, ein Material, das aus dem Gebiet des White River stammte. Viele der Dörfer und Lager, die die ersten Europäer, die in die Region kamen, sahen, lassen sich bereits um 1000 nachweisen. Oftmals sind die Werkzeuge den jüngsten so ähnlich, dass nur die Älteren der Selkirk First Nation sie unterscheiden können.

## Fort der Hudson’s Bay Company

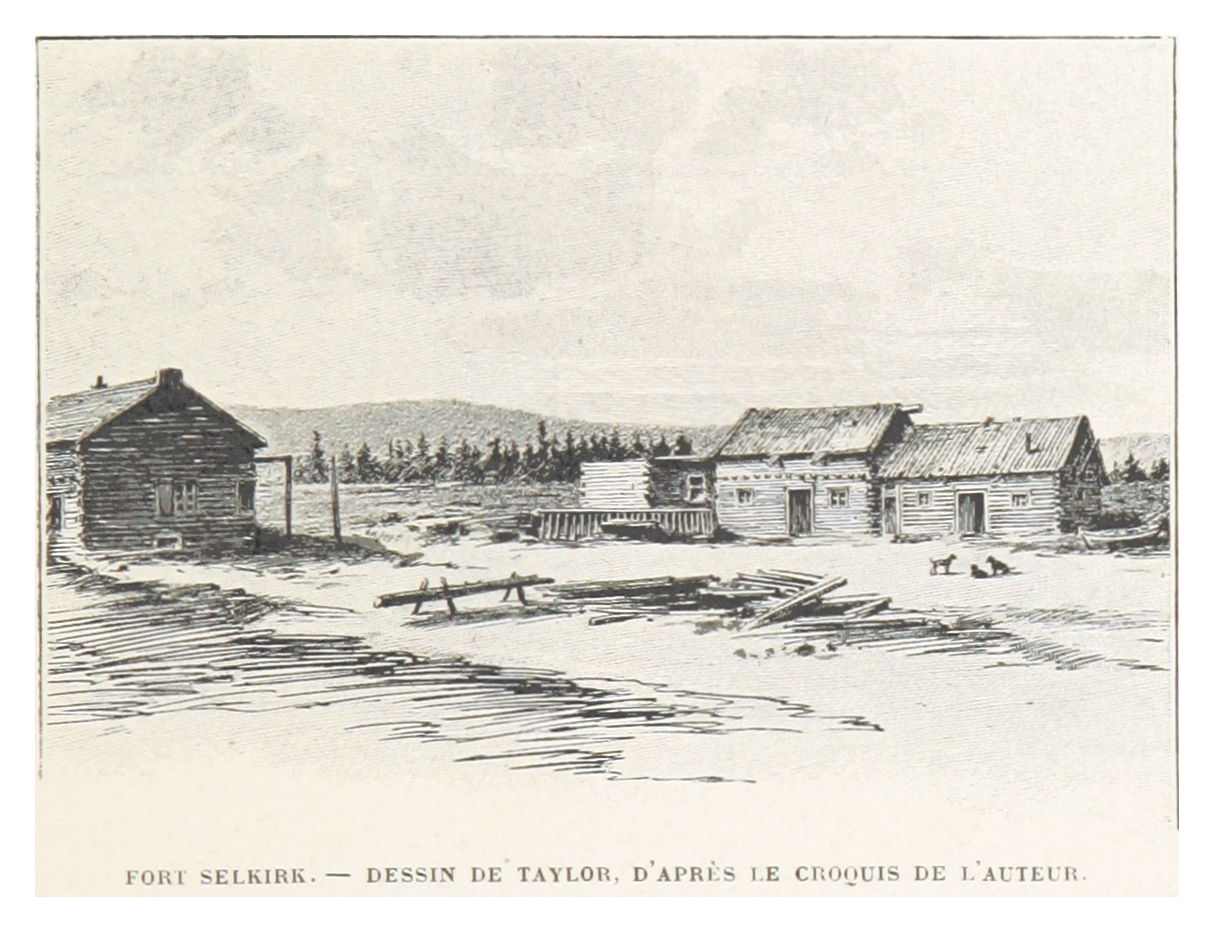
Fort Selkirk im Jahr 1899

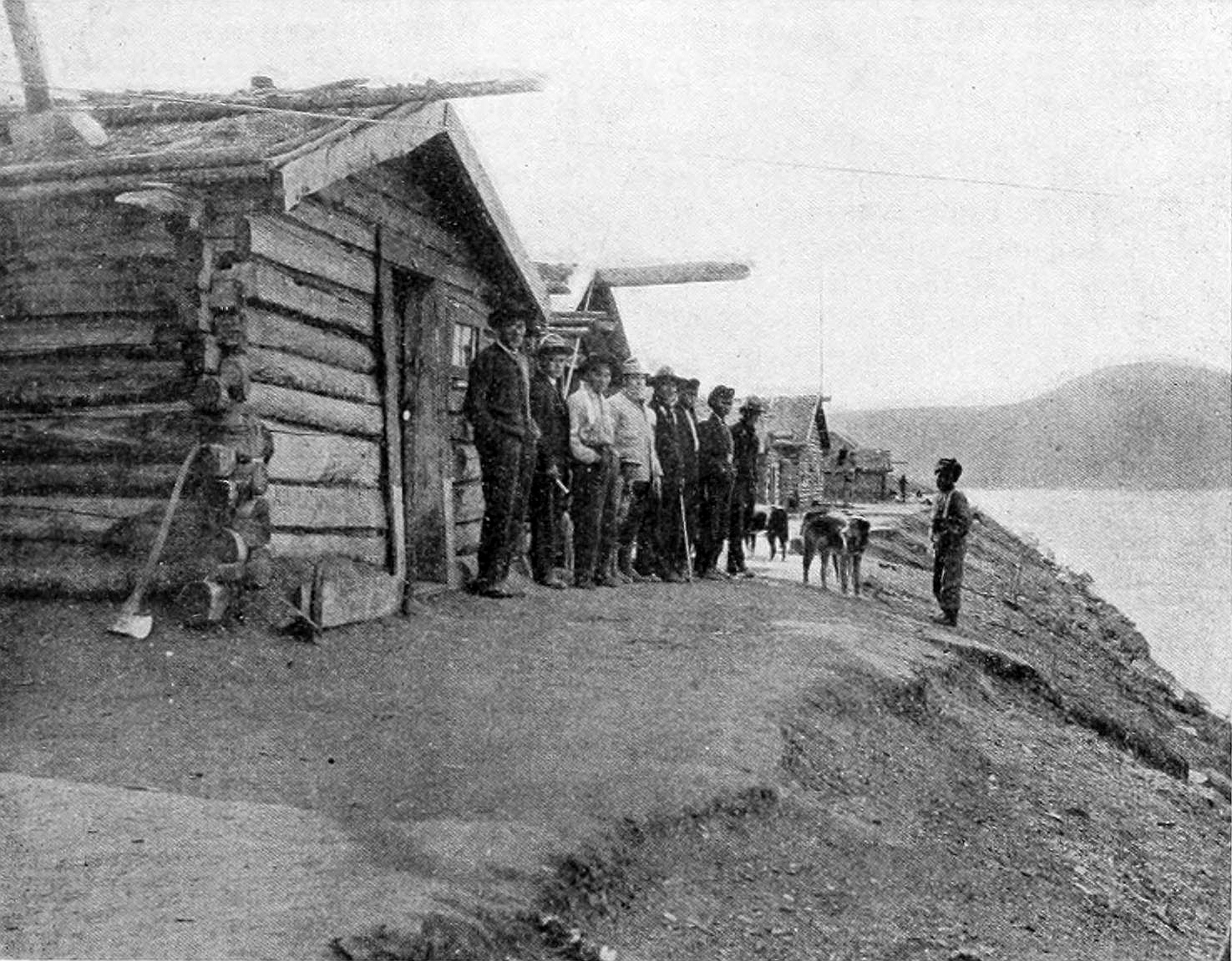
Fort Selkirk (1898)

Robert Campbell erreichte als erster Europäer 1843 das Gebiet, als er den Pelly hinabfuhr. Er war Angestellter der Hudson’s Bay Company und errichtete 1848 in der Nähe einen Handelsposten, der 1852 an den heutigen Platz verlegt wurde. Die Selkirk bezeichnete er als „Gens de Bois“, als Leute aus dem Wald. Sie selbst benannten sich nach einem Fischlager bei Victoria Rock als Thí Tsach'an.
Die Tlingit fürchteten wegen der Ansiedlung der Hudson’s Bay Company um ihre traditionellen Handelsbeziehungen zu den athapaskischen First Nations und zerstörten das Fort noch im gleichen Jahr.
40 Jahre später wurde es wieder aufgebaut und entwickelte sich zu einem wichtigen Versorgungszentrum am Yukon.

## Historische Stätte
Als Mitte des 20. Jahrhunderts der Klondike Highway, dessen Verlauf Fort Selkirk umgeht, gebaut wurde und der Yukon als Wasserweg an Bedeutung verlor, wurde der Posten aufgegeben.
Viele der Gebäude sind mittlerweile wieder aufgebaut worden. Die Fort Selkirk Historic Site ist anteilig im Besitz der Selkirk First Nation und des Tourismus- und Kulturministeriums der Provinzregierung. Es gibt keinen Straßenanschluss. Fort Selkirk kann per Boot oder Flugzeug erreicht werden.